# 黃則騫
黃則騫（1861年—1932年4月3日），字則華，號弘毅，商號黄德和商行，臺灣日治時期的鹿港本地糧商（黃德和米棧），時稱“米刈騫”，台中州彰化郡福興庄菜園角人，與辜顯榮同為鹿港著名的地方仕紳。

## 生平
為鹿港米糧店家之一（另一為黃慶源）。清治期間曾被清廷封任官職，在日治時期曾擔任臨時台灣舊慣調查會囑託員，以及鹿港天后宮修建的「鹿港天后宮改築總代」地方仕紳代表。

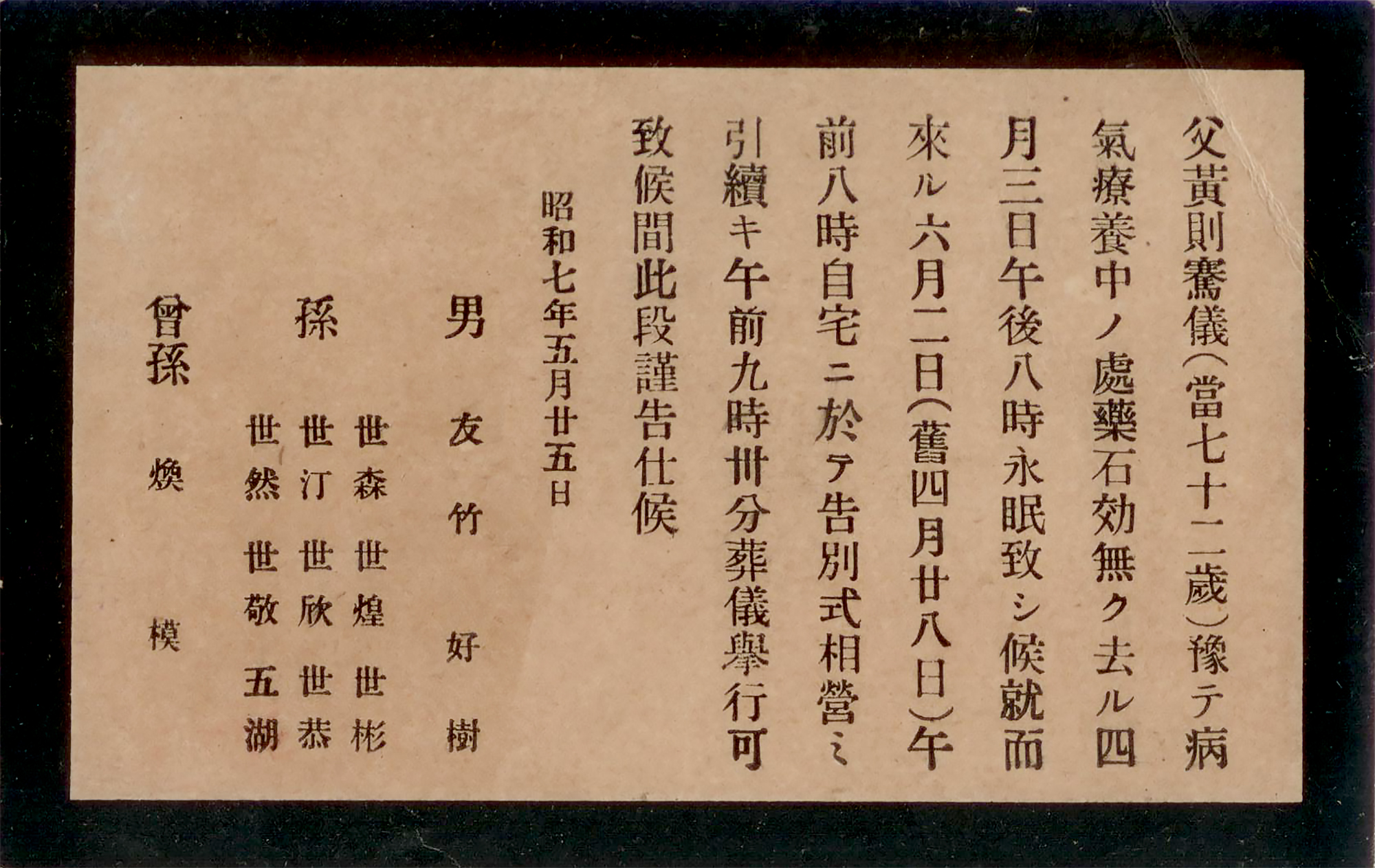
黃則騫的訃聞

黃則騫於昭和七年（1932年）四月三日因病逝世，其訃聞為日治時期少數留下的地方仕紳訃聞之一，其於過世時太岳詩草當中莊嵩亦有兩首詩，寄題黃則騫翁墓石兩首以緬懷黃則騫：
“之一　一紙書來遠索詩，燈前扶病起題碑。故鄉耆老多凋落，腸斷為君下筆時。”
“之二　壟上離離野草生，聞知窀穸近先塋。他時祭掃經行處，祇覺從新愴我情。”
另有和美道東書院的許嘉恩（逸漁）作《過輓黃則騫先生》：「商戰方酣日，高才竟委塵；運租成大賈，閱世作遺民。令子箕裘紹，後昆堂構新；九京差可慰，楊樹兩家春。」

## 資料索引
1. ↑  .   [2015-11-05]. （原始内容存档于2020-08-07）.
2. ↑  .   [2015-11-05]. （原始内容存档于2016-03-04）.
3. ↑  臺灣總督府所屬臨時臺灣舊慣調查會
4. ↑  .   [2015-11-05]. （原始内容存档于2016-10-01）.